# Шаляпинский
Шаляпинский (также корпус № 5, ранее гостиница № 5) — один из корпусов санатория «Гурзуфский» в Гурзуфе, построенный в 1890 году по проекту архитектора П. К Теребенёва для владельца гурзуфского имения Петра Ионовича Губонина, как здание комплекса дач-гостиниц, известного, как Гостиницы Губонина. Памятник градостроительства и архитектуры федерального значения России, согласно законодательству Украины — памятник культурного наследия.
Во времена П. И. Губонина здание носило название гостиница № 5, после революции, в составе военного санатория изменённого на корпус № 5, а в 1990-х годах «по непонятным причинам» получило наименование «Шаляпинский».

## Описание
Гостиница расположена в восточной части санатория, между корпусами № 4 Пушкинский и № 2 Парк. Включала изначально 10 номеров, воследствии увеличенное до 18, по сведениям путеводителя Бумбера 1914 года — 21 номер. По современным обмерам общая площадь 387,5 м², размерами по фасаду 14.6 на 25 м, высота до карниза 9,2 м, построена с использованием разных архитектурных объёмов, комбинирующих элементы модерна и стиля «ориент». Завершение строительства относят к 1890 году.
По описанию 1900 года — гостиница «каменное, крыто железом, карниз тёсовый резной, 12 номеров, кухня, внизу контора, пристройка: галерея деревянная, крыта железом». Построена в одном стиле со всеми гостиницами курорта, характерном для зданий Южного берега начала XX века. Сооружена из местного камня, колотого серого мраморовидного гаспринского известняка, с тщательной притёской швов и чередующимися декоративными кирпичными поясами в наружной отделке. Здание двухэтажное с одноэтажной пристройкой в северной части, на участке с крутым уклоном рельефа к юго-западу, вытянуто по оси северо-восток — юго-запад. Крыша, ввиду сложной конфигурации самого здания, многоскатная вальмовая на деревянных стропилах. По деревянной обрешётке уложена металлическая фальцевая кровля. Деревянные подзоры обрамлены прорезным узором. В северо-западный углу имела квадратную башню-мезонин с шатровой крышей, разобранный при последующих ремонтах
.
Фасады гостиницы горизонтально разделены межэтажными антисейсмическими поясами, с глубокими лоджиями и балконами, украшенными декоративной резьбой. В советское время производились масштабные реставрационно-ремонтные работы. Оконные проёмы обрамлены разнообразными по форме клинчатыми каменными наличниками прямоугольной формы с замковым камнем и покрыты окрашенной штукатуркой с чередованием белых плоских и серых участков с имитацией кирпичной кладки. Окна изначально были деревянные (из « твёрдых пород»), в одну, две, три и четыре створки с фрамугой (часть окон уничтожены при сооружении балконов в середине XX века — вместо них сделаны балконные лвери, некоторые, как пришедшие в негодность, заменены на металлопластиковые). Балконы прямоугольные, с резными деревянными конструктивными элементами, украшенными прорезным узором (первоначальные деревянные ограждения утрачены), всё окрашено в белый и охристый цвет. Козырьки балконов, устроенных с большим выносом от стены, покрыты металлом. При ремонте 1950 годов пристроены дополнительные балконы, «нарушающие аутентичную тектонику фасадов». Парадная дверь, расположенкая на южном фасаде, прямоугольная, двустворчатая, филёнчатая, остеклённая — изначально крыльцо главного входа находилось на восточном фасаде, уничтожено при ремонтах. Напротив главного входа, в северной части здания расположена многомаршевая лестница на второй этаж Потолки в некоторых помещениях и лестничные площадки при поздних ремонтах покрыли альфрейной росписью, падуги украсили розетками, а профилированные тяги растительным орнаментом.

## История
Считается, что проект гостиницы № 5 выполнил ялтинский городской архитектор П. К. Теребенёв, а строительством, поскольку в 1889 году Теребенев перешёл на службу в Удельное ведомство, руководил уже московский архитектор Дмитрий Николаевич Чичагов, закончив здание в 1890 году. Первоначально на первом этаже располагалась контора курорта, в которой производилась регистрация приехавших на отдых в «Книге прибывших» — впоследствии для конторы построили отдельное здание. Также в корпусе располагалась кухня. Всего в здании было 10 номеров — самая маленькая гостиница комплекса и, хотя после выселения конторы число номеров увеличилось до 18, она самой малой и оставалась. К тому же это была и самая дешёвая гостиница курорта, со стоимостью проживания от 1 до 2 рублей в день и 25 рублей в месяц. По сведениям В. А. Щепетова, приведённым в книге «Гурзуф на Южном берегу Крыма и его лечебные средства» 1890 год, вне высокого периода август — октябрь цена падала примерно на 40 %, при съёме на месяц делалась скидка. В зимние месяцы (ноябрь — апрель) полный пансион предоставлялся с существенной скидкой. В посвящённых курорту изданиях особо отмечалась возможность принимать морские и пресные ванны и, как новинку Гурзуфа: «Номера сдаются с постельным бельем, которое меняется раз в неделю. За лишнюю смену белья взимается 50 коп. с кровати».
В этой гостинице в начале XX века жили священник и псаломщик, служившие в Успенском храме курорта, при этом священник занимал две комнаты, а псаломщик — одну. Отдыхавшие в Гурзуфе высокопоставленные деятели Русской православной церкви из разных епархий чаще всего жили в Гостинице № 5 — отдельная кухня была очень удобна, ввиду необходимости постояльцам соблюдать большое количество постных дней.
После открытия на территории гостиниц Губонина в 1922 году Военно-курортной станции для красных командиров название «Гостиница № 5» было заменено на «Корпус № 5». В предвоенное время гостиница подверглась самым среди других зданий курорта переделкам: мансарду с башенкой снесли, деревянный декор балконов изменили, предполагается, что и главный вход тоже новодел. С переходом под юрисдикцию Украины в 1991 году получило наименование «Шаляпинский» санатория «Гурзуфский», с 2014 года — под тем же названием в составе санатория «Гурзуфский» Управления делами Президента РФ, филиал ФГБУ «Детский медицинский центр» Управления делами Президента России. На 2023 год в корпусе 10 мест: один 2-х местный номер (дабл, твин), один двухкомнатный 2-х местный номер категории «Улучшенный» и одно и двух комнатные номера категории «Стандарт».
Приказом Государственного комитета по охране культурного наследия Республики Крым № 123 от 30 июня 2016 года утверждено охранное обязательство памятника градостроительства и архитектуры федерального значения России.